# Hóquei sobre a grama nos Jogos Pan-Americanos de 1967
As competições de hóquei sobre a grama nos Jogos Pan-Americanos de 1967 foram realizadas em Winnipeg, Canadá. O torneio foi disputado apenas entre homens. Esta foi a primeira edição do evento nos Jogos Pan-Americanos.
| Evento                         | Ouro          | Prata                 | Bronze             |
| ------------------------------ | ------------- | --------------------- | ------------------ |
| Hóquei sobre a grama masculino | ARG Argentina | TRI Trinidad e Tobago | USA Estados Unidos |